# The Unforgiving
The Unforgiving är Within Temptations femte studioalbum. Albumet släpptes den 25 mars 2011. Albumet är ett konceptalbum baserat på tecknade serietidningar skrivna av Steven O'Connell (BloodRayne och Dark48) och illustrerade av Romano Molenaar (Witchblade, Darkness och X-Men).

## Låtlista
1. Why Not Me (Sharon Den Adel, Robert Westerholt) - 0:34
2. Shot In The Dark (Sharon Den Adel, Robert Westerholt, Daniel Gibson) - 5:02
3. In The Middle Of The Night (Sharon Den Adel, Robert Westerholt, Daniel Gibson) - 5:11
4. Faster (Sharon Den Adel, Robert Westerholt, Daniel Gibson) - 4:23
5. Fire And Ice (Sharon Den Adel, Robert Westerholt, Daniel Gibson) - 3:57
6. Iron (Sharon Den Adel, Robert Westerholt, Daniel Gibson) - 5:41
7. Where Is The Edge (Sharon Den Adel, Robert Westerholt, Daniel Gibson) - 3:59
8. Sinéad (Sharon Den Adel, Robert Westerholt, Daniel Gibson, Martijn Spierenburg) - 4:23
9. Lost (Sharon Den Adel, Robert Westerholt, Daniel Gibson) - 5:14
10. Murder (Sharon Den Adel, Robert Westerholt, Daniel Gibson) - 4:16
11. A Demon's Fate (Sharon Den Adel, Robert Westerholt, Daniel Gibson) - 5:30
12. Stairway To The Skies (Sharon Den Adel, Robert Westerholt, Daniel Gibson, Martijn Spierenburg) - 5:32

## Bonuslåt i Polen
13. Utopia med Chris Jones - 3:49

## Bonuslåtar i Japan
13. I Don't Wanna - 5:02 

14. Empty Eyes - 3:42

## Bonuslåtar på iTunes
13. I Don't Wanna - 5:02 

14. The Last Dance - 4:26 

15. Empty Eyes - 3:42

## Låtlista på bonus-DVD
1. Mother Maiden (kortfilm) - 3:22
2. Faster (musikvideo) - 4:23
3. Sinéad (kortfilm) - 4:32
4. Sinéad (musikvideo) - 4:24
5. Triplets (kortfilm) - 5:19
6. Shot in the Dark (musikvideo) - 5:05
7. Skapandet av albumet The Unforgiving - 20:56
8. Where Is the Edge (musikvideo) - 4:56
9. Utopia med Chris Jones (musikvideo) - 3:50
10. The Unforgivng: Serietidningen - 1:25
11. Lista över medverkande - 0:53
12. Facebooknamn - 12:06

## Singlar
- Where Is The Edge (släpptes 15 december 2010, det finns en musikvideo)
- Faster (släpptes 21 januari 2011, det finns en kortfilm med namnet Mother Maiden och även en musikvideo)
- Sinéad (släpptes 15 juli 2011, det finns en kortfilm med namnet Sinéad och även en musikvideo)
- Shot In The Dark (det finns en kortfilm med namnet Triplets och även en musikvideo)
- Fire And Ice (släpptes 2011)